# Ostwall (Krefeld)
Der Ostwall ist eine nord-südlich verlaufende Prachtstraße in der Innenstadt Krefelds. Er endet am Hauptbahnhof und grenzt gemeinsam mit drei anderen Wällen (Nord-, Süd- und Westwall) in etwa die Altstadt ein. Im 19. Jahrhundert wurde er vom Architekten Adolph von Vagedes als gehobene Wohnallee angelegt. Nach den Zerstörungen während des Zweiten Weltkrieges wandelte er sich in eine wichtige Einkaufsstraße und Verkehrsader der Stadt, in der alle Linien des öffentlichen Verkehrs zusammenlaufen. Charakteristisch sind sein Mittelstreifen, auf dem Grünanlagen, kleine Parks und Kunstinstallationen zu finden sind sowie sein über 150 Jahre alter Baumbestand. Heute versuchen Interessensgemeinschaften, Firmen, Privatpersonen und die Stadtverwaltung, dem Ostwall wieder zu seiner einstigen Pracht zu verhelfen.

## Der Ostwall als Wahrzeichen Krefelds
Im August 1951 stellte die Rheinische Post fest: „Trifft man draußen irgendwo in der Welt – im Zug, im Bad oder auf der Fahrt durch Berge und Wälder – einen Mitmenschen an, der einmal in unserer Heimatstadt war, so mag er manches vergessen haben von unserer schönen Stadt - an eines erinnert er sich bestimmt: an den Ostwall!“. Der Ostwall ist nicht nur eine wichtige Einkaufsstraße Krefelds, sondern auch ein bedeutender sozialer Treffpunkt für die Einwohner und ein Wahrzeichen der Stadt. Die zahlreichen Veranstaltungen auf dem Mittelstreifen werden nicht nur von Einwohnern besucht, sondern ziehen auch Gäste von außerhalb an. Unter der Uhr (UdU) an der Ecke zur Rheinstraße treffen sich alljährlich Schüler, um den Beginn der Ferien zu feiern. Der Ostwall ist die Lieblingsstraße der Krefelder, die grüne Visitenkarte der Stadt, ihr Champs-Élysées und Klein-Paris, für das sie bekannt sind.
Anwohner der Innenstadt, das dortige Gewerbe und die Stadtverwaltung bemühen sich daher, ihr Wahrzeichen zu verschönern und attraktiver zu gestalten, insbesondere in der Hoffnung Besucher aus dem Umland sowie neue Anwohner anzulocken, um dem Wohnungsleerstand und der relativ hohen Arbeitslosenquote in Krefeld entgegenzuwirken. Während die Anwohner jedoch mehr am Ausbau der Grünanlagen für die Lebensqualität interessiert sind, wird dem Gewerbe vorgeworfen, seine Aktionen auf dem Ostwall seien lediglich Werbemaßnahmen.

## Lage und Umgebung

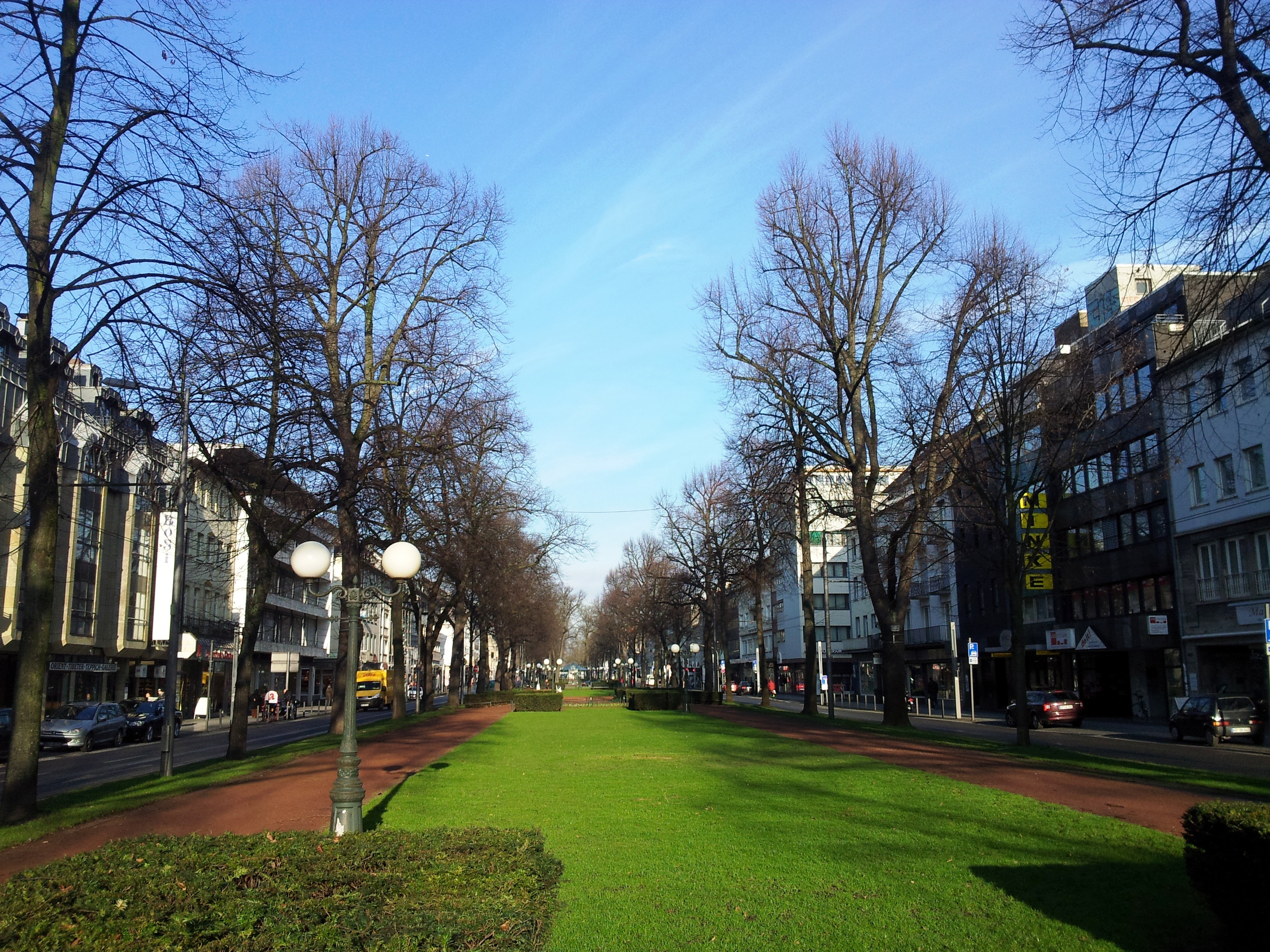
Blick auf den Ostwall in Krefeld

Der Ostwall liegt am östlichen Rand der Krefelder Innenstadt, die er zusammen mit dem Nord-, Süd- und Westwall umschließt. Dadurch erhält die Stadt ihre charakteristische, in Deutschland einzigartige rechteckige Form. Im Norden grenzt er an den Nordwall und im Süden führt er zum Hauptbahnhof, wo die Zählung der Hausnummern beginnt. Der Ostwall ist die Hauptstraße der Innenstadt und die direkte Anfahrt zum Hauptbahnhof und daher stark befahren. Ferner ist der Mittelstreifen des Ostwalls charakteristisch. Auf dem im nördlichen Teil zwischen Nordwall und Neue Linner Straße verläuft eine Straßenbahnstrecke, auf dem südlichen Teil bis zum Hauptbahnhof befinden sich Grünanlagen mit kleinen Parks, Blumenbeeten, Kunstinstallationen und Brunnen. Als Einkaufsstraße ist das Bild des Ostwalls stark durch Geschäfte, Kaufhäuser und Einkaufspassagen aus der Nachkriegszeit geprägt, die sich auch bis in die Nebenstraßen hineinziehen. Es sind aber auch noch alte Patrizierhäuser aus dem 19. Jahrhundert erhalten, welche den Zweiten Weltkrieg überstanden haben.
Die Fahrbahnen neben dem Mittelstreifen dominieren den Ostwall, aber es gibt verschiedene Pläne der Stadt, die Straße sicherer und attraktiver für Fußgänger zu gestalten. Viele geplante Straßenübergänge und Fußgängerbrücken konnten jedoch nicht realisiert werden, großzügige Fahrbahnmarkierungen für Fahrradfahrer hingegen schon.

## Verkehrsanbindung und Parken
Fast alle Krefelder Nahverkehrslinien (Stadtbahn, Straßenbahn und Bus) führen über den Ostwall zum Hauptbahnhof. Krefeld gehört zum Verkehrsverbund Rhein-Ruhr. Die Endhaltestelle der Stadtbahn-Linien liegt an der Rheinstraße. Überlegungen, die Endhaltestellen an den Hauptbahnhof vorzuverlegen, scheiterten an Protesten der Anlieger. Um parkende Autos auf der ohnehin engen Straße zu verhindern, gibt es in den Nebenstraßen zahlreiche Parkhäuser und ein gut ausgebautes Parkleitsystem. Parken direkt an der Straße ist teilweise möglich. Zur Verkehrsberuhigung gilt eine Geschwindigkeitsbegrenzung von 30 km/h.

## Geschichte

### Entstehung und Gestaltung
Der Ostwall entstand zusammen mit den drei anderen Wällen (Nord-, Süd- und Westwall) im Zuge einer Stadterweiterung zwischen 1817 und 1850. Die Verwaltung Krefelds beschloss die Errichtung neuer Wohnquartiere außerhalb ihrer Mauern, da die Stadt schnell wuchs und Neubesiedlungen bis dahin planlos und ohne Ordnung stattfanden. Im Dezember 1815 beschloss der Gemeinderat offiziell die Erweiterung und beauftragte Wilhelm Goldammer mit der topographischen Erfassung des derzeitigen Stadtbildes. Goldammer zeichnete aus diesen Daten eine „Carte der Stadt Crefeld“, die der Gemeinderat am 19. März 1817 mit einem Bauplan an die landrätliche Behörde in Düsseldorf sandte. Zudem bat der Rat den Regierungsbaurat Adolph von Vagedes, auf Grundlage dieser Ideen einen Erweiterungsplan zu entwerfen.
Adolph von Vagedes (1777–1842) gehörte zu den bekanntesten klassizistischen Architekten und Stadtplanern der Region und arbeitete unter anderem für Karl Friedrich Schinkel. Daneben dichtete und komponierte er. Bei der Neuregelung der rheinischen Verwaltung wurde er 1818 zum Regierungsbaurat ernannt. Er beteiligte sich ebenfalls am Umbau von Düsseldorf, Solingen, Mülheim an der Ruhr oder Elberfeld. Krefeld jedoch war sein größtes städtebauliches Projekt.
Im lang gezogenen Stadtbild Krefelds sah von Vagedes eine Möglichkeit, seine Ideen zu verwirklichen. Als Architekt des Klassizismus arbeitete er mit typisch griechischen Elementen und metrische Harmonie war ihm wichtig. Die bereits in einer früheren Stadterweiterung 1692 unter Wilhelm III. von Oranien angelegte Königstraße bot die perfekte Voraussetzung für einen Prachtboulevard. Auf der Grundlage der Karte Goldammers entwarf von Vagedes einen „Plan von Crefeld“, wobei er sich am holländischen Prinzip orientierte. Dieses basiert auf einer geradlinigen Straßenführung, um das Stadtbild übersichtlich zu gestalten. Mannheim und New York beispielsweise verdanken den Holländern ihr heutiges Stadtbild.
Auf dieser Grundlage plante Adolph von Vagedes, Krefeld mit einem rechteckigen Kastrum bestehend aus vier Wällen zu umschließen, deren Verlauf sich an der geraden Führung der Stadtmauer orientierte. Die Gradlinigkeit und Geschlossenheit des Kastrums ist in Deutschland noch immer einzigartig. Die Form erinnert an die Kaiserstadt Pekings, weshalb der Autor Otto Brües in seinem Roman "der Silberkelch", der die Stadterweiterung durch von Vagedes behandelt, Krefeld wegen seiner Seidenproduktion und der baulichen Ähnlichkeit mit Chinas Hauptstadt vergleicht. Dass von Vagedes sich an Peking orientierte, ist jedoch nicht belegt.
Am 5. November 1817 sandte Adolph von Vagedes seinen Entwurf an den Krefelder Landrat Georg Cappe. Sein Plan verdreifachte den Umfang der Stadt und schien im Not- und Hungerjahr 1817 nach den Napoleonischen Kriegen unvorstellbar. Trotzdem entschied sich die Stadtverwaltung unter großem Einfluss des Landrats Cappe für den Ausbau Krefelds. Der Ostwall sollte als Prachtboulevard angelegt und mit Bäumen, Blumenbeeten und Denkmälern geschmückt werden, so dass er zum Flanieren und Betrachten einlud. Ein konkreter Bauplan entstand am 11. Mai 1819 und nach ihm wurde der zukünftige Ostwall erstmals 1826 aufgezeichnet.
Die Umsetzung des neuen Stadtplans brachte einige Schwierigkeiten mit sich. So standen beispielsweise der Park des Stadtschlosses von der Leyen sowie der Heydweillersche Garten einer symmetrischen Form entgegen. Zudem konnten einige bereits bestehende Etablissements nicht abgerissen werden und der heutige Nordwall berührte Fabriken und Windmühlen.
Die Bepflanzung der vier Wälle folgte wohl zwischen 1838 und 1840 durch Gartenbaumeister Maximilian Friedrich Weyhe und seinem jüngeren Sohn Wilhelm August. Später beteiligte sich auch sein älterer Sohn Joseph Clemens Weyhe an der Gestaltung der Wälle. Der Ostwall wurde zunächst mit vier Reihen holländischen Linden bepflanzt, aber bald kamen Platanen, Rot- und Weißkastanien, verschiedene Ahornarten und amerikanische Eichen hinzu. Noch heute sind diese alten Bäume ein bedeutender Bestandteil des Ostwalls. Die Flächen zwischen den Bäumen wurden in den 1850er Jahren durch den Stadtgärtner Haack mit Blumenbeeten geschmückt, auf denen Pflanzen wie Canna, Riesenhanf, Riesenmais oder schwarzer Perilla wuchsen. Diese Beete fassten Brunnen und Denkmäler ein (z. B. die De-Greiff-Säule, das Moltkedenkmal, die Carl-Wilhelm-Büste oder das Ludwig-Friedrich-Seyffardt Denkmal), die als auffällige Blickpunkte im Stadtbild an Straßenkreuzungen standen. Fast alle Denkmäler wurden während des Zweiten Weltkriegs zerstört oder bei Straßenausbaumaßnahmen in den 1950er Jahren abgerissen.

Denkmalgeschützte Gebäude auf dem Ostwall in Krefeld
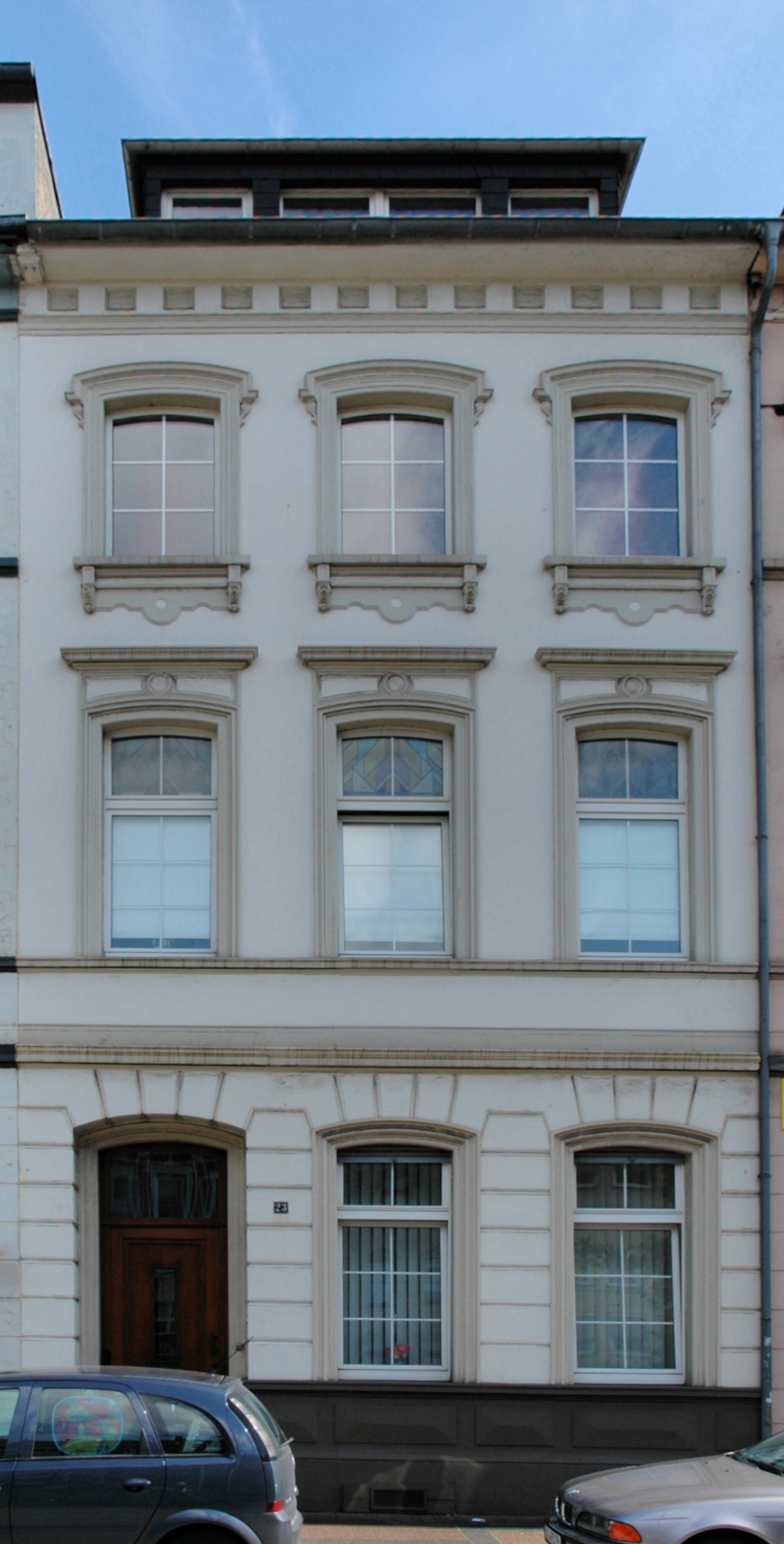
Ostwall 23
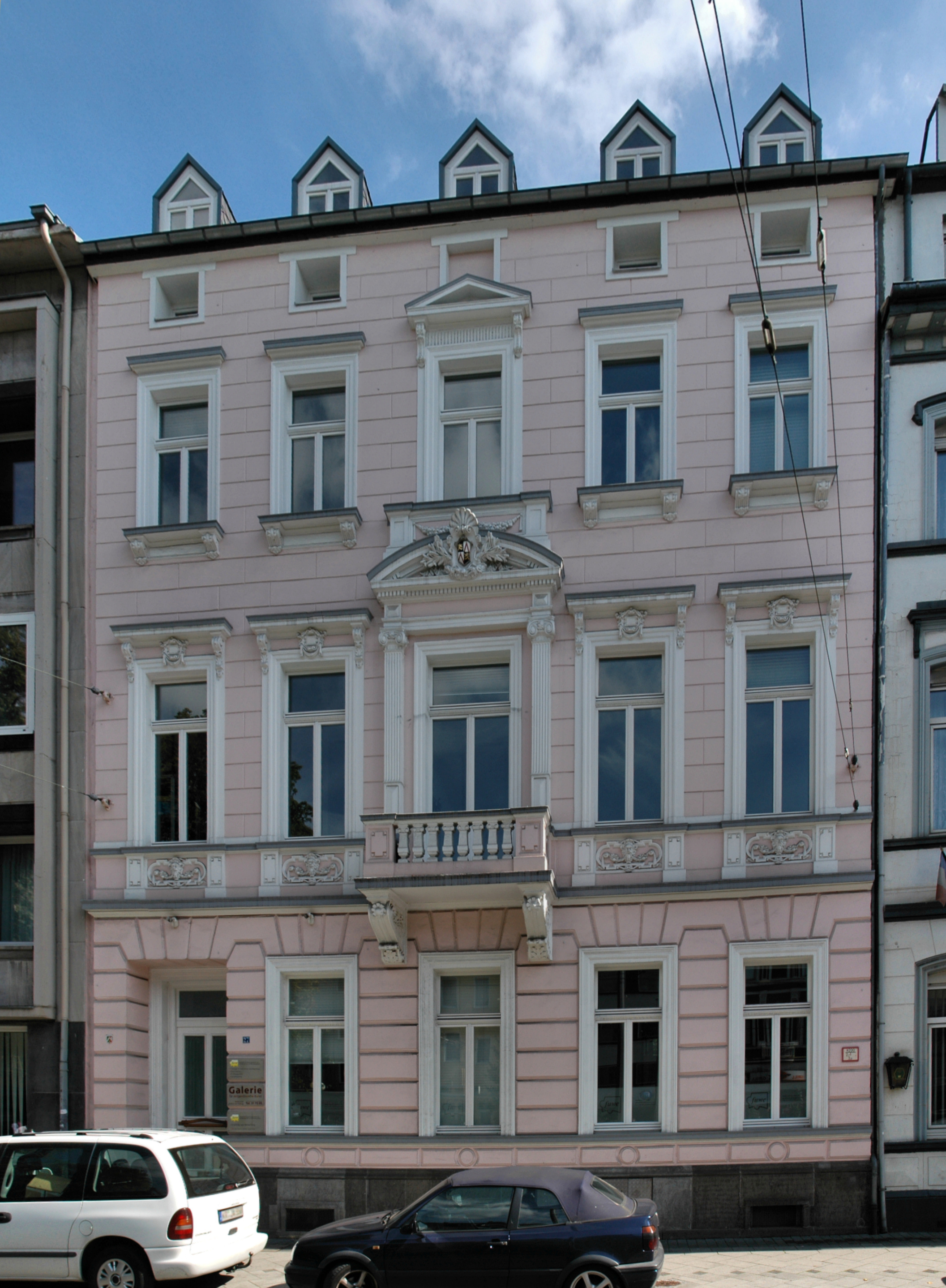
Ostwall 27
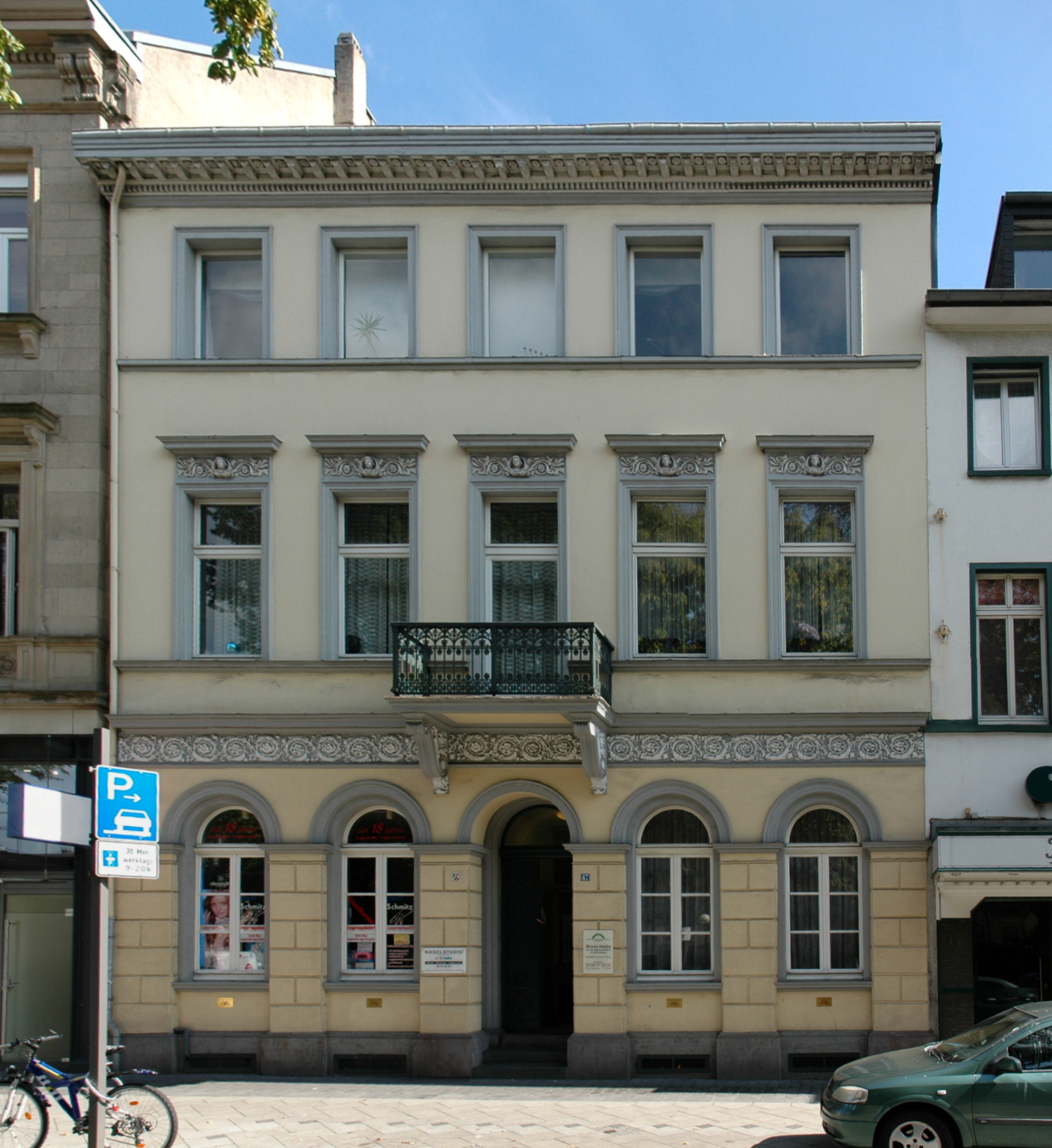
Ostwall 47
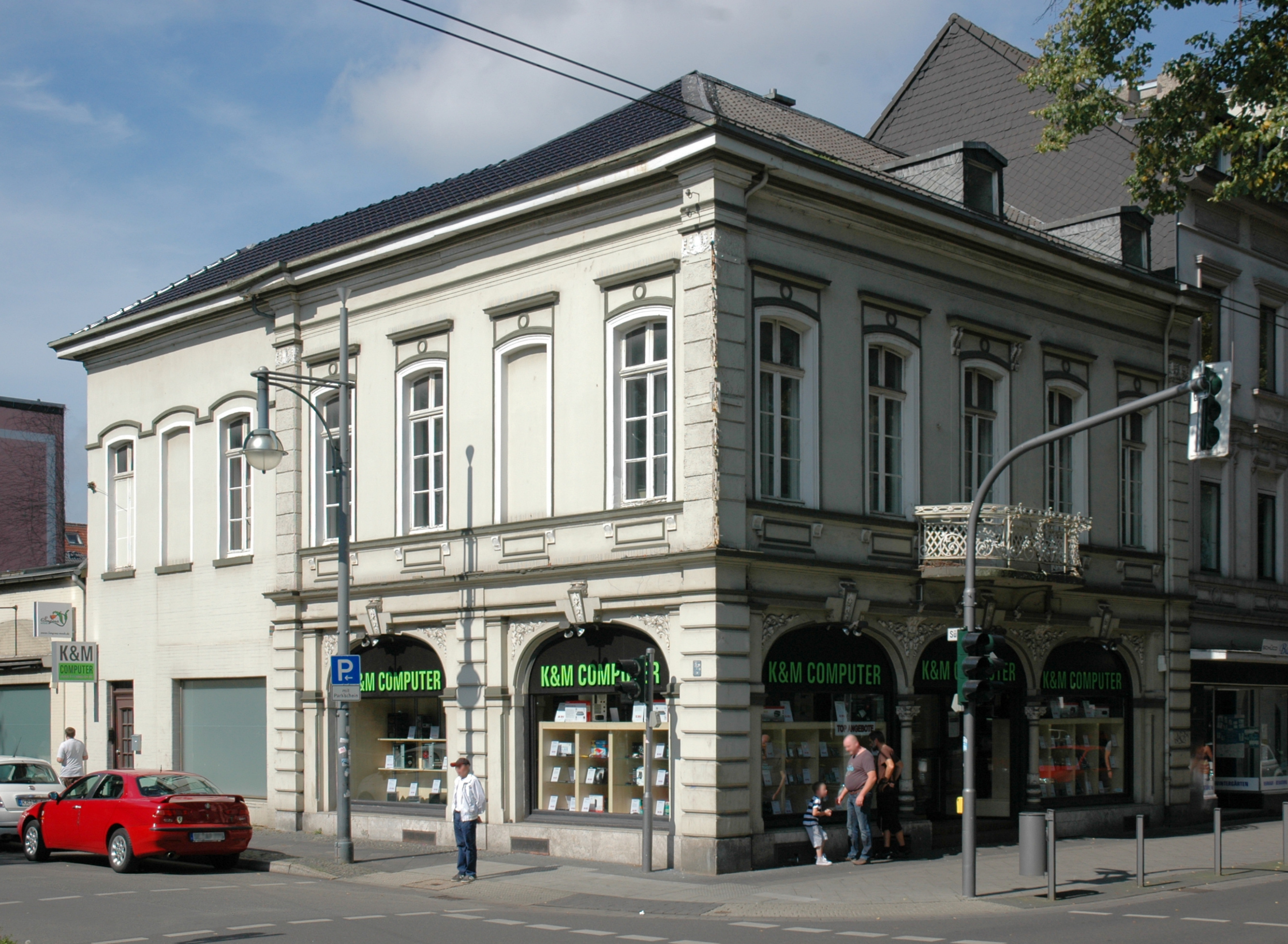
Ostwall 50
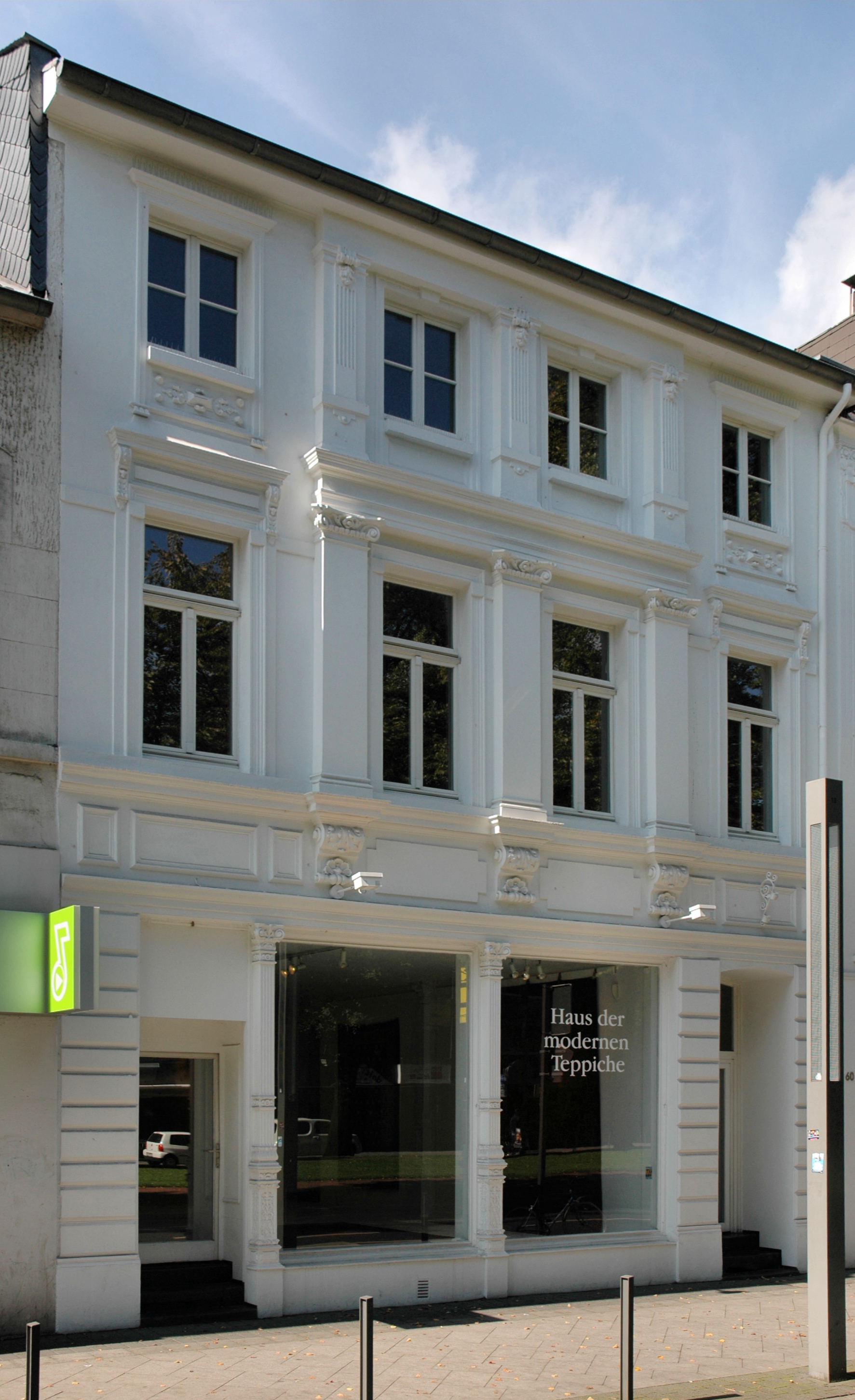
Ostwall 58
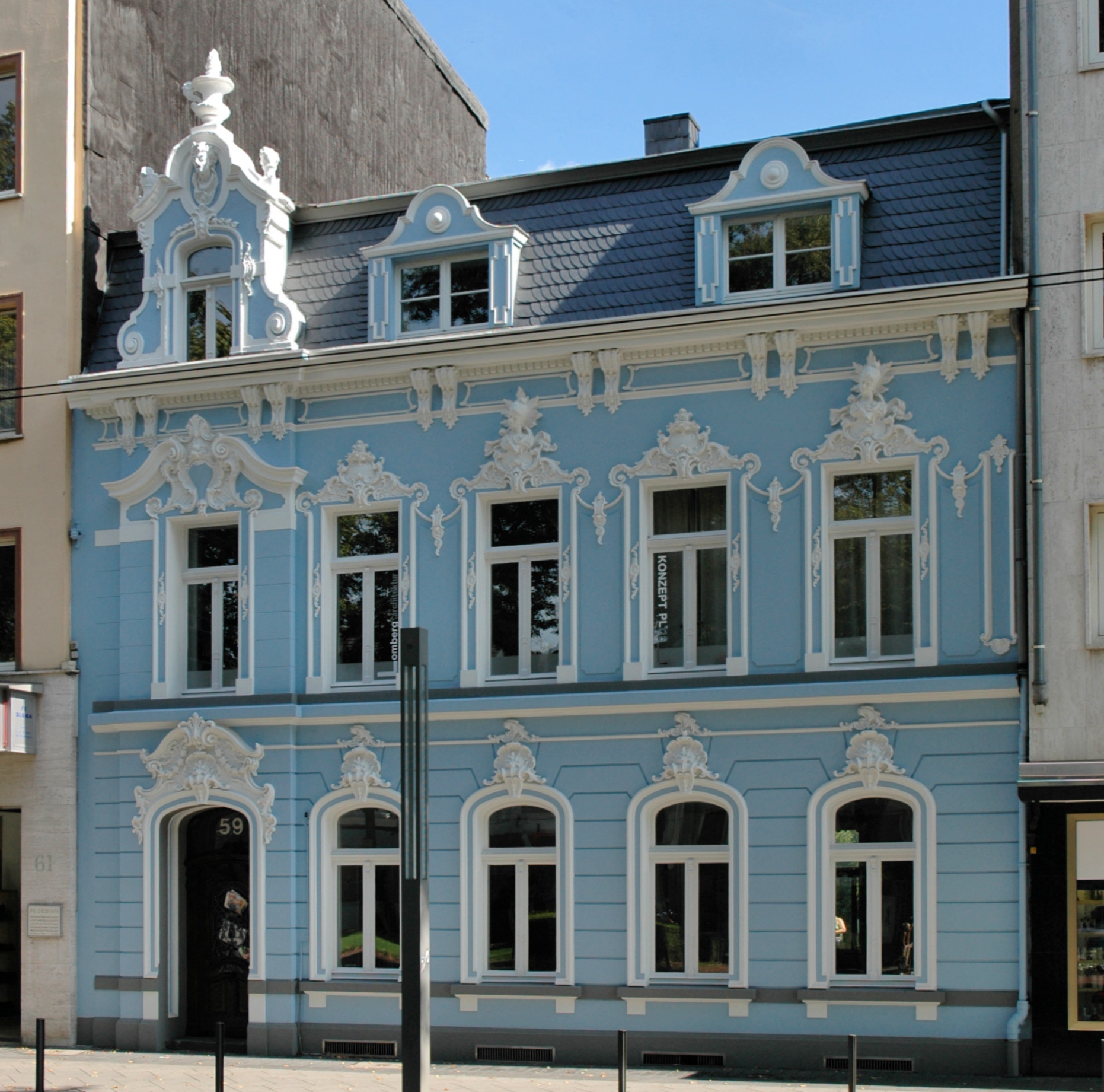
Ostwall 59
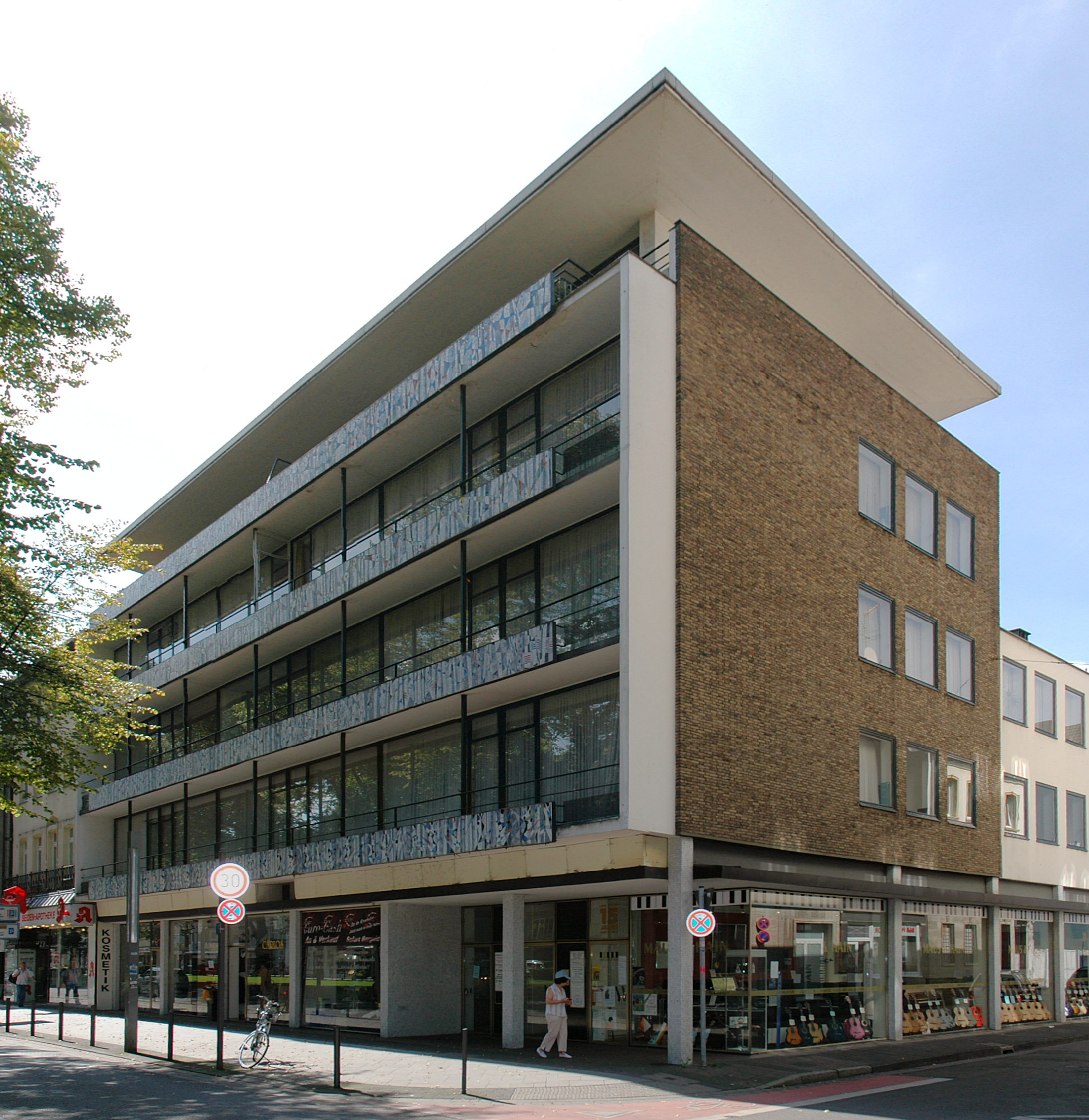
Ostwall 70–74
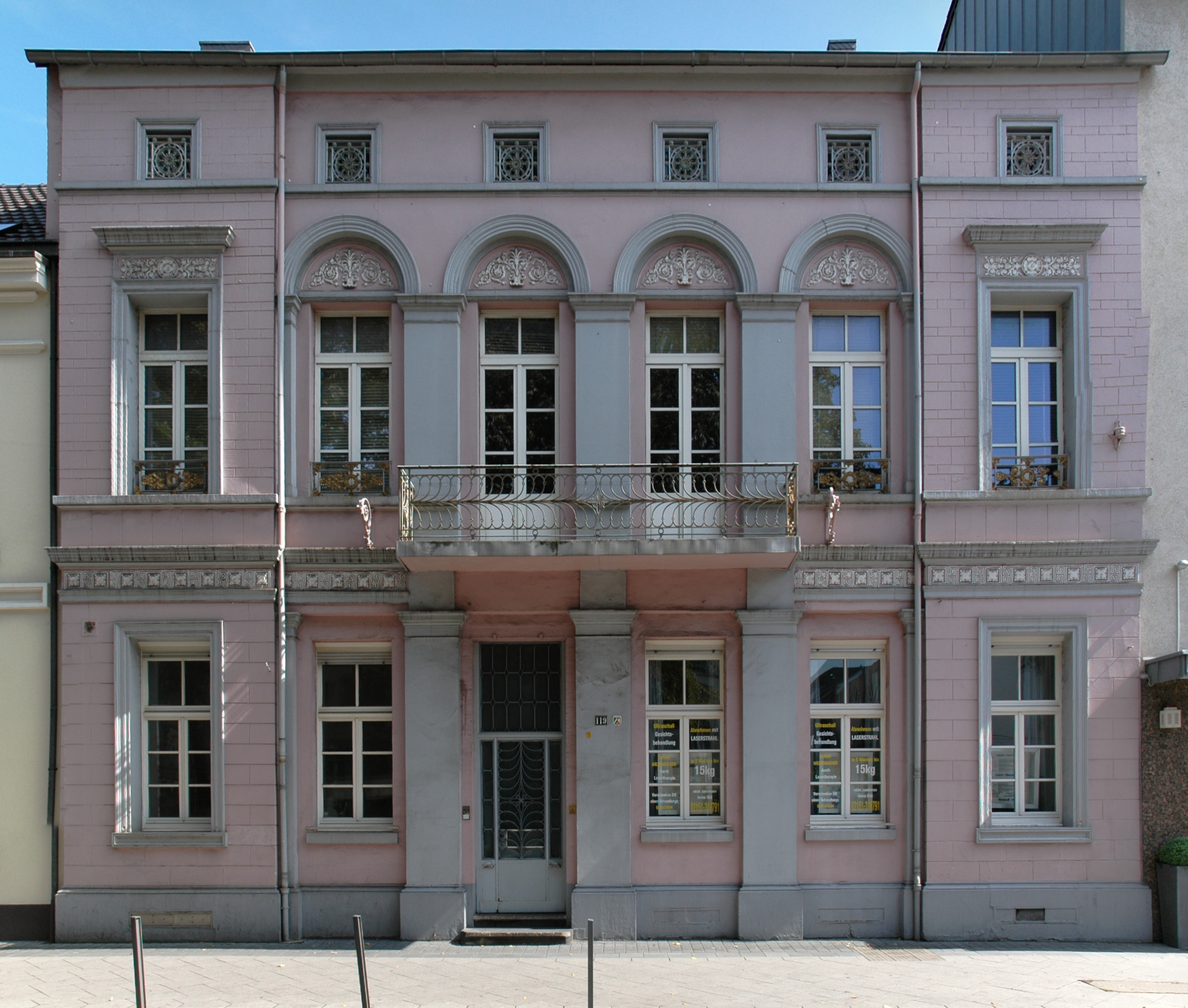
Ostwall 119
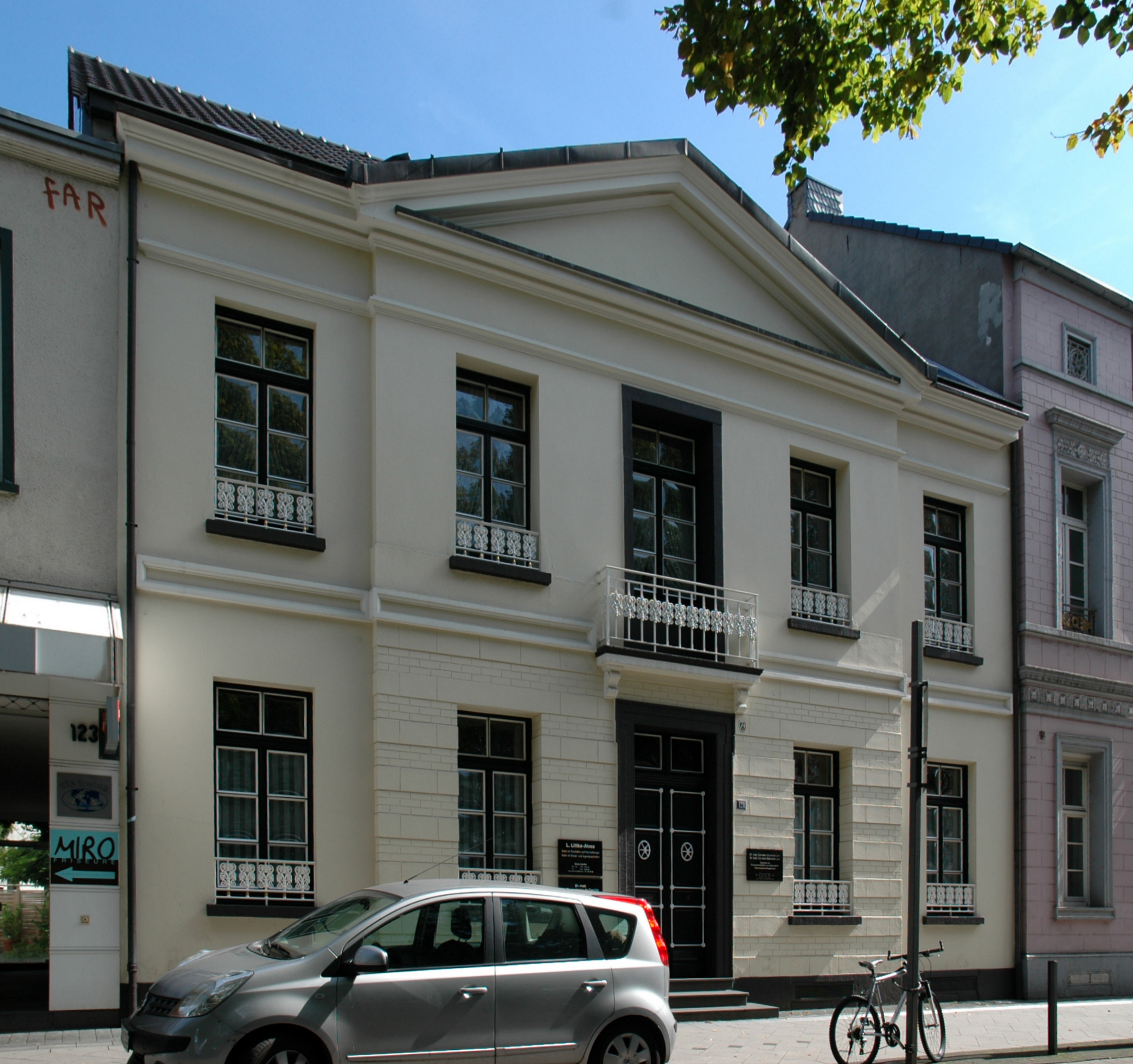
Ostwall 121
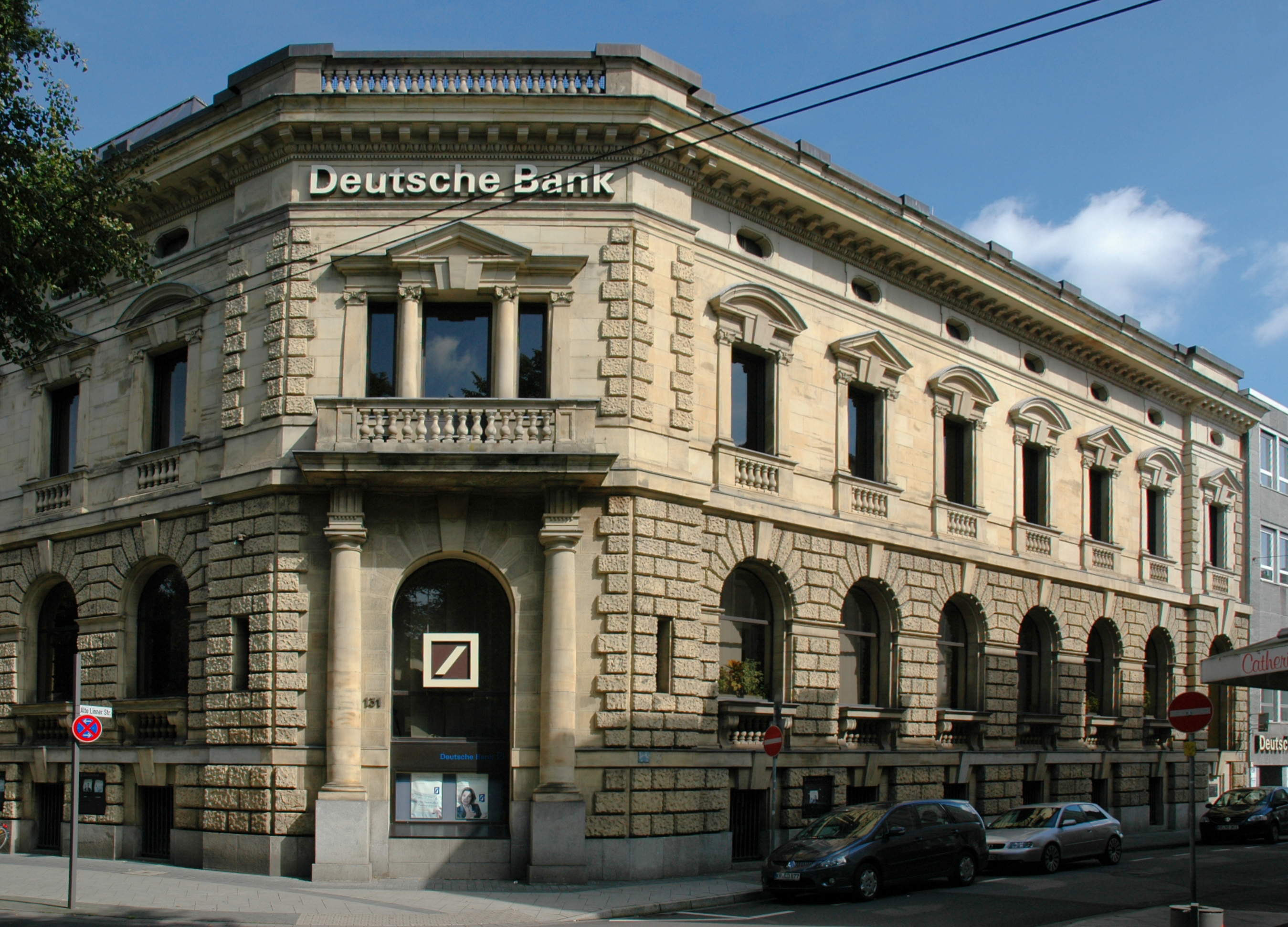
Ostwall 131 + 133
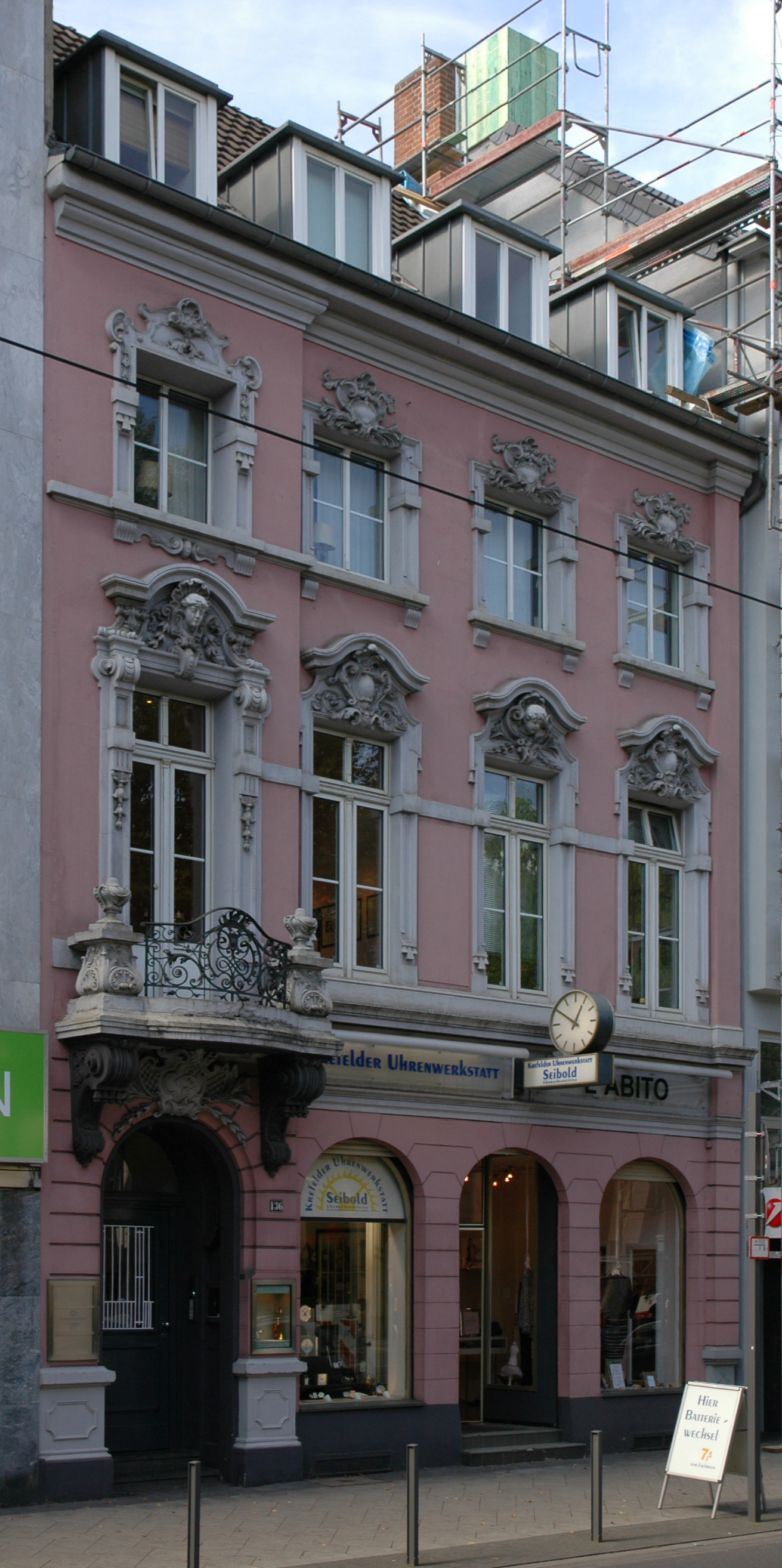
Ostwall 136
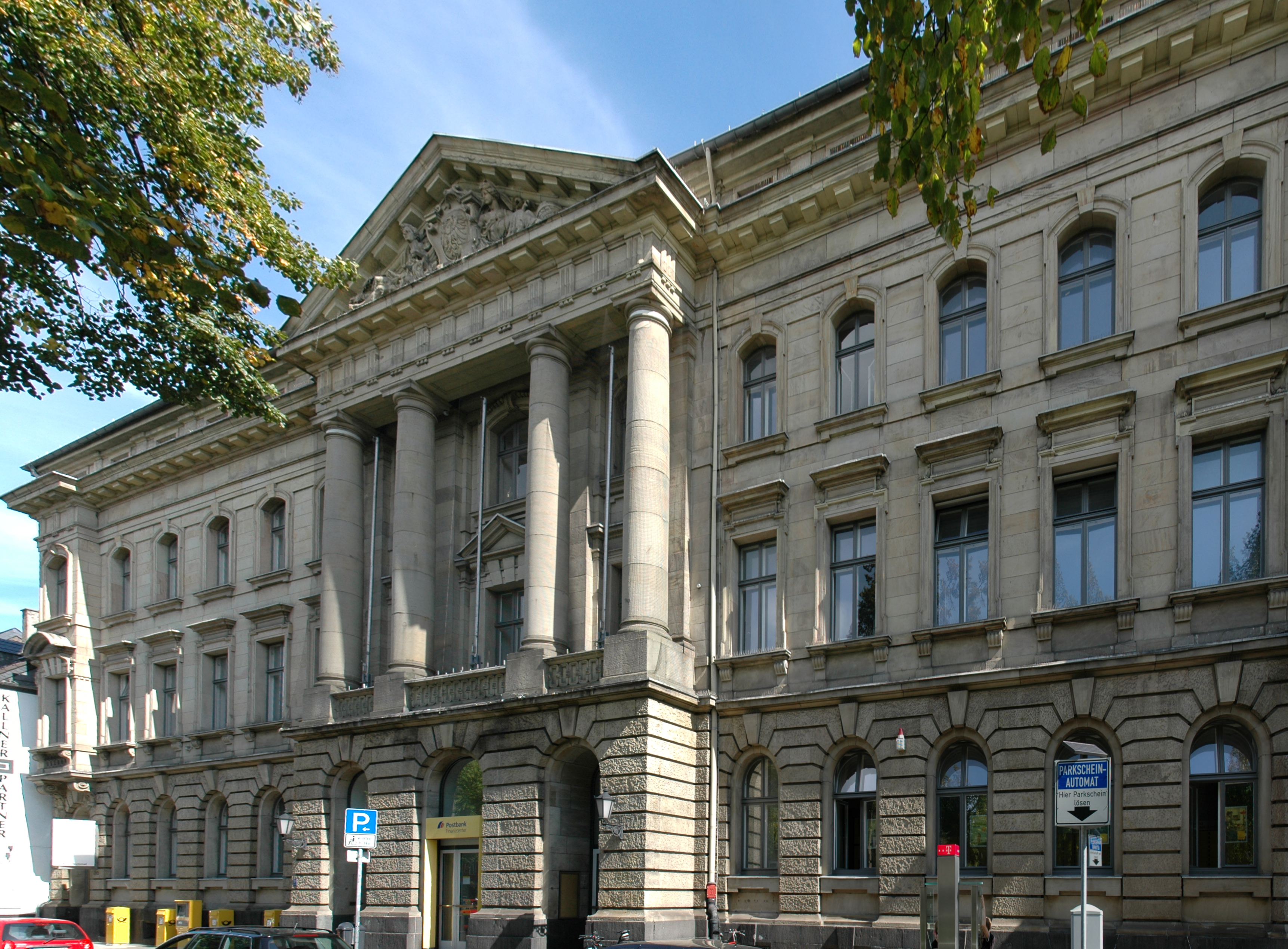
Ostwall 215

### Bauliche Vollendung im 19. Jahrhundert
1890 erzählte C. W. Crous von seiner Jugend in Krefeld: „Die Westseite des Ostwalls war ausgebaut von der Rheinstraße bis zur Gartenstraße … Weiter nach Norden standen noch einige Häuser, Fabrikgebäude und Färbereien. Im nördlichen Teil des Ostwalls, zwischen dem heutigen Nordwall und der Nordstraße, breitete sich neben der „Freiheit“, einem Park der von der Leyen, der Heydweillersche Garten aus, an dessen Pracht noch heute hinter dem Seyffardt-Denkmal die alten Bäume erinnern.“
Der Ausbau des Ostwalls ging schleppend voran. Es gab unzählige Entwürfe, Berichte, Kabinettsorder, Verhandlungen, Baugesuche und Reklamationen. Da die Wälle außerhalb der Stadt lagen, hielt die Bürgerschaft das Gebiet für zu gefährlich, um dort zu bauen. Die bereits vorhandene Alte Linner Straße war die erste und lange die einzige befahrbare Straße am Ostwall. Die östliche Seite des Boulevards war kaum bebaut. Zu den wenigen Gebäude gehörte das bekannte „Wirtshaus zum Trabener Weinberg“ an der Ecke Alte Linner Straße. Noch in den 1830er Jahren befanden sich auf den zahlreichen Feldern (z. B. das Gelände des späteren Hauptbahnhofs) kaum Baustellen.
Erst mit dem Bau des Hauptbahnhofs 1849 wurde der Ostwall zu einem beliebten Wohngebiet. Der Anbruch des Maschinenzeitalters machte Krefeld zu einer Großstadt seiner Region, die eine Eisenbahnanbindung in die umliegenden Städte benötigte. Die Stadtverwaltung beschloss, den Ostwall zum Bahnhof hin zu verlängern und setzte sich dabei gegen zahlreiche Kritiker durch. Gegner des Projekts wollten den Bahnhof weiter westlich anlegen, da sie richtig befürchteten, der Ostwall würde sich zu einer Hauptverkehrsachse wandeln. Dies benachteilige die Gegend und die Straße sei nicht dafür ausgebaut, denn sie war nicht einmal gepflastert. Die Eröffnung des Bahnhofs machte den Ostwall jedoch zu einer attraktiven Gegend. Schnell wurde der Wall bebaut und wandelte sich zu einer stillen und schattigen Allee, in der hauptsächlich wohlhabende Familien lebten, an die noch heute einige Patrizierhäuser erinnern. Das Adressbuch von 1868 verzeichnet als Bewohner des Ostwalls Seiden- und Samtfabrikanten, Seidenwarenhändler, kaufmännische Angestellte, Ärzte, Apotheker, Chemiker, Beamte, ein paar Handwerker und Rentner. Auch der damalige Oberbürgermeister Heinrich Ondereyck besaß ein Haus auf der Allee. Zudem standen dort Lager verschiedener Fabriken und Wirtshäuser, aber kaum Geschäfte.
Als erstes Bankinstitut siedelte sich die Krefelder Diskonto-Gesellschaft Peters&Co an. Es gab ein Hotel, das 1933 vom Färbereibesitzer Fritz Kress zum neuzeitlichen Varieté-Theater „Der Seidenfaden“ umgebaut wurde. Am heutigen Ostwall 144 wurde die Telegraphenstation des Norddeutschen Bundes eingerichtet, zu dem vom Bahnhof längs des Ostwalls Telegraphenmasten führten. 1871 wurde es zum Postamt in die Friedrichstraße (heute Markthalle) und 1894 an den Ort verlegt, an dem sich heute die Hauptpost befindet. Anfang der 1870er Jahre wurde ein Tunnel vom Ostwall zum Bahnhofsgebäude angelegt, da die Passagiere zuvor die Gleise überqueren mussten. 1907 wurde weiterhin das alte, zu klein gewordene Bahnhofsgebäude durch ein größeres ersetzt.

### Zweiter Weltkrieg und Nachkriegszeit
Den Zweiten Weltkrieg überstand auch Krefeld nicht unbeschadet. Einige Teile der Stadt und auch des Ostwalls wurden durch Bombenangriffe zerstört. Nach dem Krieg regte sich ein starker Aufbauwille. Die Anwohner bemühten sich, die Trümmer zu beseitigen und der Stadtrat plante die Bebauung der nun freien Plätze. In die Patrizierhäuser des Ostwalls oder auf deren Trümmergrundstücken siedelten sich Gewerbe, Handel und freie Berufe an. Obwohl das erste Geschäft bereits 1914 eröffnet hatte, wandelte sich die beliebte Promenade erst jetzt von einer Wohnallee in eine gefragte Geschäfts- und Verkehrsstraße, die von sämtlichen Straßenbahnen und Bussen berührt wird. In den 1950er Jahren wurde der Ostwall als Hauptverkehrsstraße ausgebaut und die Gleise neu verlegt, wobei einige Denkmäler und Brunnen entfernt wurden. Ein Großteil der Bäume blieb hingegen von den Bauarbeiten unberührt.
In der Nachkriegszeit zeigte sich Krefeld offen gegenüber Autofahrern auf den Ostwall und beschloss einige umstrittene Maßnahmen für dessen Neugestaltung. Am 6. Juli 1949 beschloss die Ratsversammlung, im sogenannten Projekt „Ostwallbahnhof“ den Ostwall zwischen Rheinstraße und Neue Linner Straße um zehn Meter zu verbreitern. Solche baulichen Veränderungen trugen dazu bei, die einst ruhige Allee in die Hauptverkehrsstraße Krefelds zu verwandeln. Im Laufe der Zeit wurde den Krefeldern zwar bewusst, dass eine Verschönerung des Ostwalls die Attraktivität ihres Stadtbildes verbesserte, aber zunächst veränderte sich wenig. Noch bis in die 1970er Jahre wurde der Ostwall für Verkehr und Gewerbe umgebaut, sodass sich nur wenige Grünanlagen zwischen dem Straßenlärm erhielten. Einfache Rasenflächen ersetzen die Blumenbeete und die Straßenbahn verdrängte auf dem nördlichen Ostwall das Grün auf dem Mittelstreifen vollständig. Die Haltestelle Rheinstraße wurde als Umsteigebahnhof aller Linien angelegt. Mit dem steigenden Autoverkehr verschlechterte sich die Verkehrssituation drastisch, so dass der Ostwall als Zufahrt zum Hauptbahnhof das Nadelöhr der Krefelder Verkehrsführung wurde.

### 1960er bis 2000: Rückkehr der Prachtstraße
Nach dem Wiederaufbau in der Nachkriegszeit war der von Adolph von Vagedes entworfene ruhige, idyllische Prachtboulevard verschwunden. Obwohl die Stadtverwaltung, Bürgerinitiativen und engagierte Einwohner zahlreiche Ideen entwarfen, um den Ostwall wieder in eine attraktive Promenade zu verwandeln, geschah mehrere Jahrzehnte wenig. Aktionen wie die Idee der Ostwall-Anlieger im Mai 1956, bunte Stühlchen neben den klassisch grünen Bänken aufzustellen oder im März 1987 Blumenbeete in ihrer Farbe Gelb anzulegen, blieben lange eine Ausnahme. Der Ostwall war die größte Problemzone der Stadt, denn die Arbeitslosigkeit im Viertel stieg, immer mehr Einwohner zogen weg, pro Stunde passierten über 1000 Autos die Straße und es gab viele Verkehrsunfälle.
Trotz der Kritik, die Umgestaltung des Ostwalls diene nur Werbezwecken, versuchte die Stadtverwaltung und die Anlieger Pläne und Aktionen für die Verschönerung des Ostwalls zu erstellen und zu realisieren. Die Voraussetzung für Veränderungen war die Beruhigung des Verkehrs. Es wurden beispielsweise Zebrastreifen, Ampeln und eine Geschwindigkeitsbegrenzung von 30 km/h durchgesetzt. In den 1970er Jahren waren drei Fußgängerunterführungen an der St.-Anton-Straße, Rheinstraße und Hansastraße gebaut worden, um Fußgänger und Fahrzeuge zu trennen. Diese wurden inzwischen geschlossen und teilweise zugeschüttet. Im Juli 1985 wurde die Fahrbahn zwischen Rheinstraße und Neue Linner Straße um einen Meter verkleinert und der Bürgersteig vergrößert.

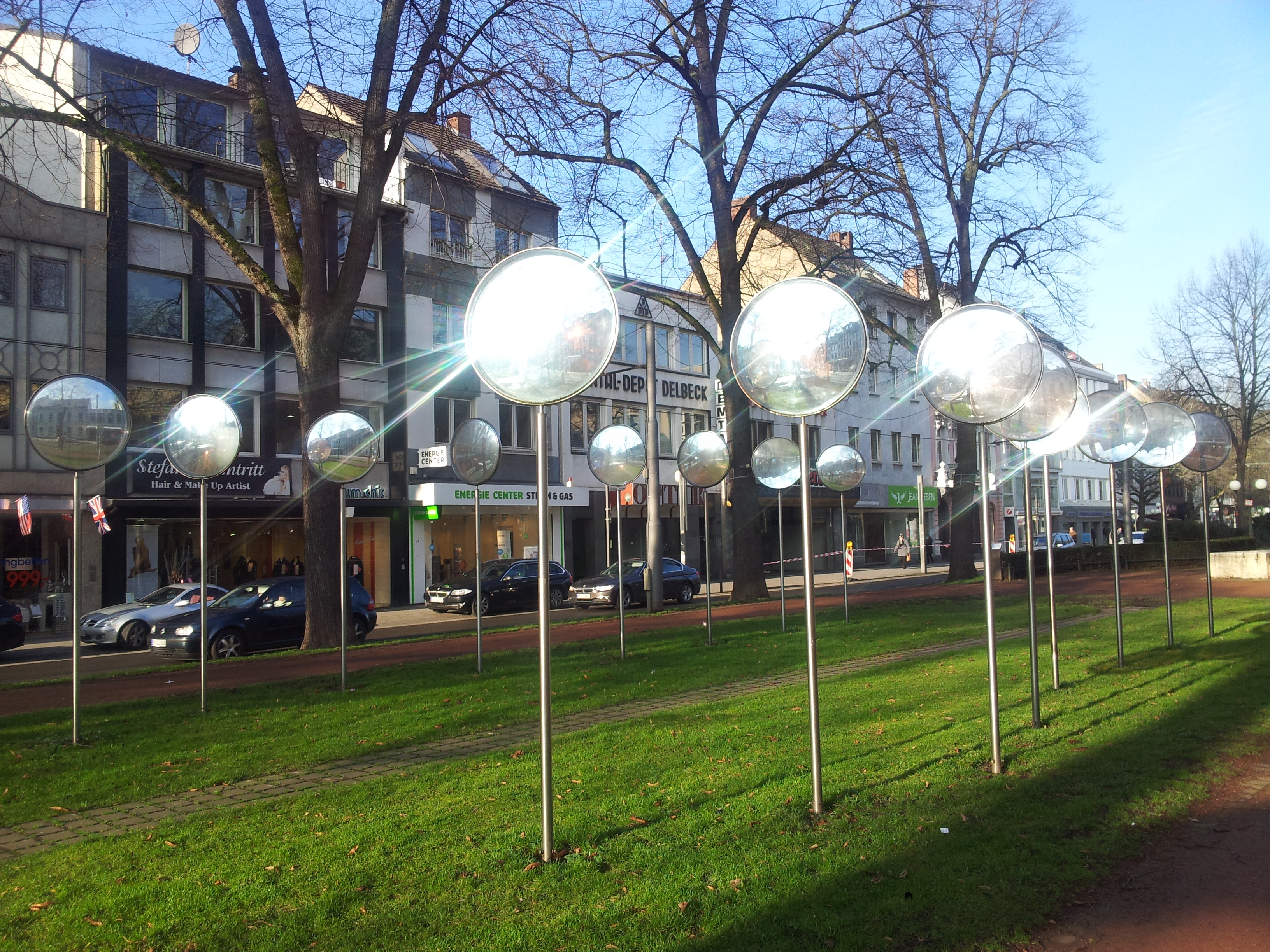
Installation des Lichtkünstlers Adolf Luther auf dem Ostwall in Krefeld

Engagierte Mitbürger brachten von Zeit zu Zeit Gestaltungsideen ein. Im Januar 1970 schlug beispielsweise eine Architekturstudentin vor, Terrassencafés auf geplanten Stahlhochstraßen als Jugendtreff einzurichten, was jedoch nicht umgesetzt wurde. Seit Ende der 1980er reichte die FDP mehrmals vergebens Anträge ein, um den Ostwall unter Denkmalschutz zu stellen. Bereits 1969 stellte der Künstler Wilhelm G. Cassel einen Plan vor, um 50 Plätze zu reservieren, auf denen internationale Künstler ihre Werke ausstellen konnten. So bringe man die Kunst an die Menschen und verschönere zugleich den Ostwall. Der Ostwall werde zum „Kunstwall“. Der Kulturausschuss äußerte sich zwar positiv, aber das Projekt wurde nicht realisiert. Die Stadtverwaltung griff erst 1987 das Projekt „Kunstwall“ wieder auf, indem sie Installationen des Lichtkünstlers Adolf Luther auf dem Ostwall aufstellte. Luther plante mehrere Werke, aber die Stadt genehmigte nur zwei, da sie den Ostwall nicht zu voll stellen wollte. Die Enthüllung seiner Installation „Integration“, eine Allee bestehend aus sechzehn Linsen auf Stelen, im Juni 1991 erlebte Luther nicht mehr, er starb neun Monate zuvor. Das Krefelder Kunstwerk war sein letztes Projekt.
Nach und nach veränderte sich der Ostwall in kleinen Schritten. Die Bemühungen konzentrierten sich auf dem Mittelstreifen, der wieder in eine Parkanlage verwandelt werden sollte. Es wurden schönere Bürgersteige gebaut, Blumenkübel aufgestellt, neue Bäume gepflanzt und die alten Straßenlaternen durch neue im nostalgischen Stil ersetzt. Bereits 1977 sah ein Plan der Stadt vor, Brunnenanlagen, Blumenbeete, Straßencafés, Sitzgruppen und ähnliches auf dem Mittelstreifen aufzustellen. Die Anlieger schlossen sich zur „Interessensgemeinschaft zur Verschönerung des Ostwalls“ zusammen, sammelten Spenden und organisierten Aktionen und Veranstaltungen, beispielsweise die Krefelder Samstage oder Ausstellungen der Krefelder Autohändler. Gegen die Beschwerde, die vielen Gäste würden den Rasen auf dem Mittelstreifen beschädigen, setzten sie sich erfolgreich durch. Anfang 1990 wurden jedoch alle Veranstaltungen auf dem Ostwall verboten, da eine Luftbilduntersuchung ergab, dass die Bäume erkrankt waren. Das Verbot richtete sich vor allem gegen die Autoshows.
Häufig fehlten jedoch die nötigen finanziellen Mittel für umfassende Maßnahmen. Trotz Plänen und Maßnahmen berichtete die Westdeutsche Zeitung noch 1987 vom Ostwall als eine "schwärende Wunde" Krefelds. Eine Innenstadt sei nicht vorhanden, die Verwaltung sei unorganisiert und Diskussionen fänden nur hinter verschlossenen Türen statt. Weiterhin schadete der Verkehr den Bäumen und machte den Ostwall für Einwohner und Gewerbe unattraktiv, sodass die Wirtschaft sich verschlechterte und die Arbeitslosigkeit anstieg. Einwohner und Anlieger beteiligten sich zwar an der Verschönerung des Ostwalls, aber ihre Aktionen blieben eher klein und sporadisch, dennoch veränderten sie die Gegend Schritt für Schritt.

### Eine Renaissance des Ostwalls – Ausblicke
Ein umfassender Plan zur Verschönerung des Ostwalls als Markenzeichen Krefelds entstand erst Anfang der 1990er Jahre. Im Dezember 1990 wurde ein Rahmenplan Innenstadt (RPI) öffentlich vorgestellt und im Januar 1991 in seinen wesentlichen Teilen vom Ausschuss für Stadtplanung beschlossen. Die Wiederherstellung der vier Wälle wurde zum wichtigsten Aspekt des Projekts Innenstadtentwicklung. Dabei orientierten sich die Politiker am historischen Straßenprofil aus dem 19. Jahrhundert. Der frühere Charakter des Ostwalls als Prachtboulevard sollte wiederhergestellt sowie die Sicherheit für Fußgänger und Fahrradfahrer erhöht werden. Es wurde beispielsweise geplant, die Bürgersteige zu vergrößern und später sogar eine Fußgängerzone zwischen St.-Anton-Straße und Neue Linner Straße einzurichten. Für Fahrradfahrer solle es Fahrbahnmarkierungen geben. Die Mittelzone ab südlich der St.-Anton-Straße wurde nach klassischem Vorbild mit neuen Wegen, Straßencafés, Blumenbeeten, Springbrunnen und Kunstobjekten ausgestattet. Unterstützung erhielt das Projekt durch den Verkauf von Postkarten und Postern mit Motiven des Ostwalls vor dem Weltkrieg, um zu zeigen, wie schön die Allee früher war und um Spenden zu sammeln.
Dieses Mal führte der Plan zu einem großen und organisierten Umbau des Ostwalls. Die Arbeiten wurden am nördlichen Teil bis Neue Linner Straße begonnen und ab 1996 im südlichen Teil fortgesetzt. Voraussetzung für das Gelingen war erneut die Reduzierung des Verkehrs. Eine Umfrage des Naturschutzbundes Deutschland im September 1991 ergab, dass eine Mehrheit von 53 Prozent der Haushalte die Schließung des Ostwalls für den Verkehr und eine grüne Fußgängerzone bevorzugte. Die Anlieger hingegen lehnten jede Sperrung ab und kritisierten die Stadtverwaltung sogar, als diese Teile der Straße für ihre Umbaumaßnahmen sperrten. Das Verkehrsproblem blieb und Krefeld kämpft noch immer gegen leer stehende Wohnungen und Geschäfte sowie gegen rückläufige Bevölkerungszahlen, schlechter Wirtschaftslage und hohe Arbeitslosigkeit an.
Heute werden die Baumaßnahmen zur Verschönerung des Ostwalls verstärkt weitergeführt. Unterstützt wird das Projekt dabei von dem Bund-Länder-Förderungsprogramm Stadtumbau West, mit dem den negativen Auswirkungen des demographischen und wirtschaftlichen Wandels in westdeutschen Kommunen begegnet wird. Die Stadtverwaltung greift für dieses Projekt auf die bereits 1996 formulierte Gestaltungssatzung zurück. Für Besucher sollen die Wälle attraktiver gestaltet werden durch den Ausbau von Parks oder Spielplätzen. Es besteht auch die Hoffnung, die vielen freien Wohnungen zu vermieten und Geschäftsleute anzulocken. Die Krefelder Innenstadt hat im Vergleich zu anderen Stadtteilen ein großes Wohnungsangebot mit hohem Leerstand. Die Stadt wirbt daher insbesondere für die Wälle als ruhige, grüne Viertel.
Der Stadt Krefeld wurden ungefähr 860.000 Euro für den Ausbau ihrer Innenstadt genehmigt. Das betreffende Umbaugebiet umfasst die gesamte Innenstadt und die Wälle. Tatsächlich konnte Krefeld 2011 einen Gewinn an Einwohner verzeichnen. Bei der Umsetzung arbeitet die Stadtverwaltung mit dem Einzelhandel und der Gastronomie auf den Ostwall zusammen. Auch die Initiative "Unser Ostwall" der verschiedenen auf den Ostwall ansässigen Firmen beteiligt sich an der Verschönerung.
Im August 2011 beauftragte die Stadtverwaltung ein fünfköpfiges Team der Hochschule Niederrhein damit, alle Straßen der Innenstadt zu fotografieren, um gute Gestaltungsmöglichkeiten zu finden. Die Krefelder Straßen sollten verschönert und vor allem in einem einheitlichen Stil umgebaut werden. Der Plan dazu stammt von Professor Nicolas Beucker, der bereits mit einem ähnlichen Verfahren die Düsseldorfer Königsallee neu gestaltete. Das Konzept kostet 50.000 Euro und wird zu 80 Prozent aus dem Programm "Stadtumbau West" finanziert. Die Politiker lehnten zwar den Bau eines neuen Einkaufszentrums ab, aber ab 2013 solle mit dem Bau zwei neuer Passagen der Krefelder Bau GmbH und der Wohnstätte AG auf dem Ostwall begonnen werden, welche auch Wohnungen enthalten.
Seit 2021 wird weiter über das Verschwinden historischer Bausubstanz durch Abbruch, Umbau oder Aufbringen von Fassaden-WDVS auch am Ostwall geklagt. Daraufhin gaben Politik und Verwaltung bei MIR architecten, Amsterdam (u. a. Prof. Claudia Schmidt) und FlexusAWC (heute Contrei), Rotterdam (u. a. Hugo van Velzen) eine „Kulturhistorische städtebauliche Analyse“ in Auftrag, die ein Konzept für die Weiterentwicklung der Krefelder Innenstadt zwischen den vier Wällen unter Berücksichtigung des historischen Kontextes beinhaltet.

## Haltestelle Rheinstraße

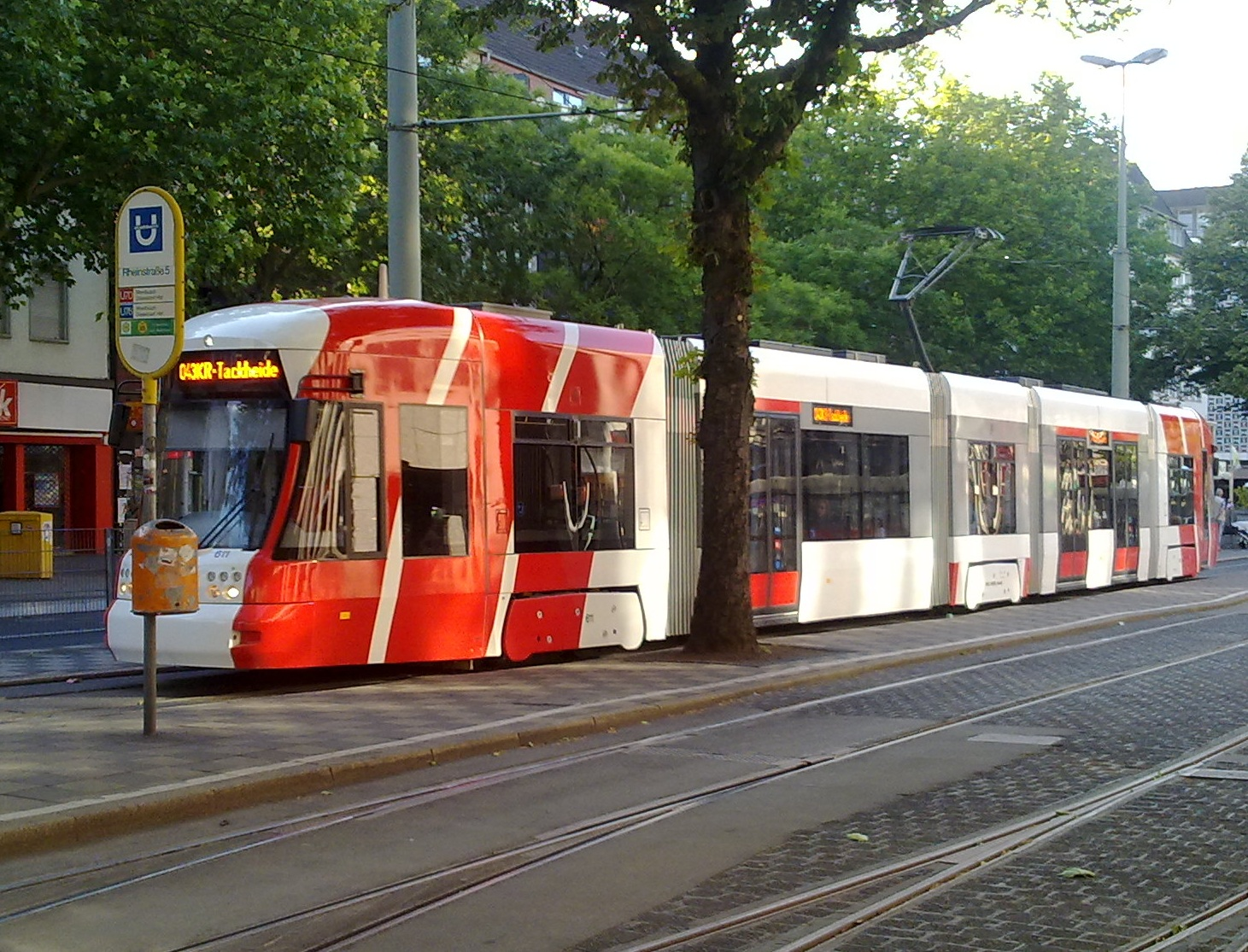
Zustand der Haltestelle Rheinstraße vor der Neugestaltung 2014/2015

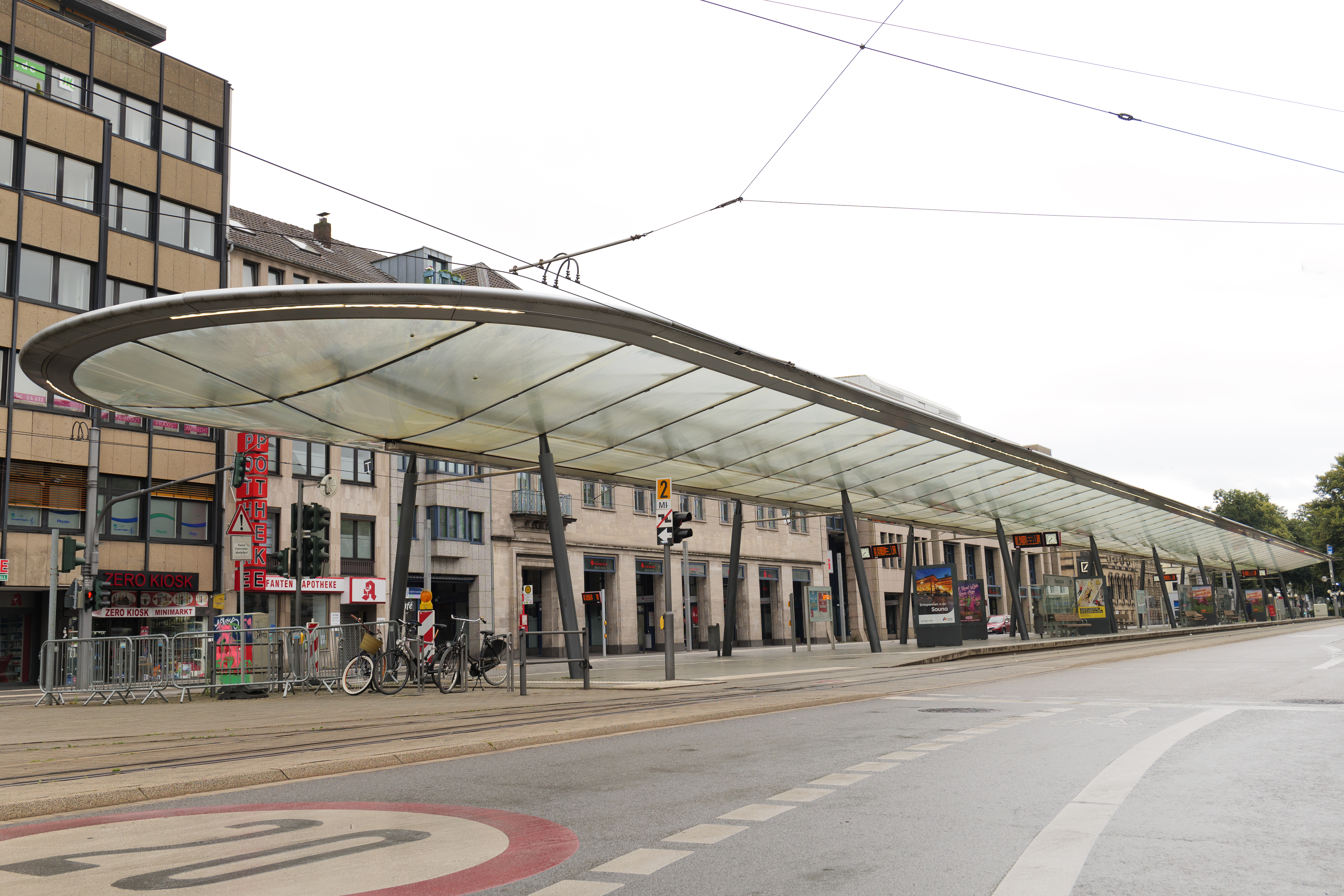
Haltestelle Rheinstraße 2024

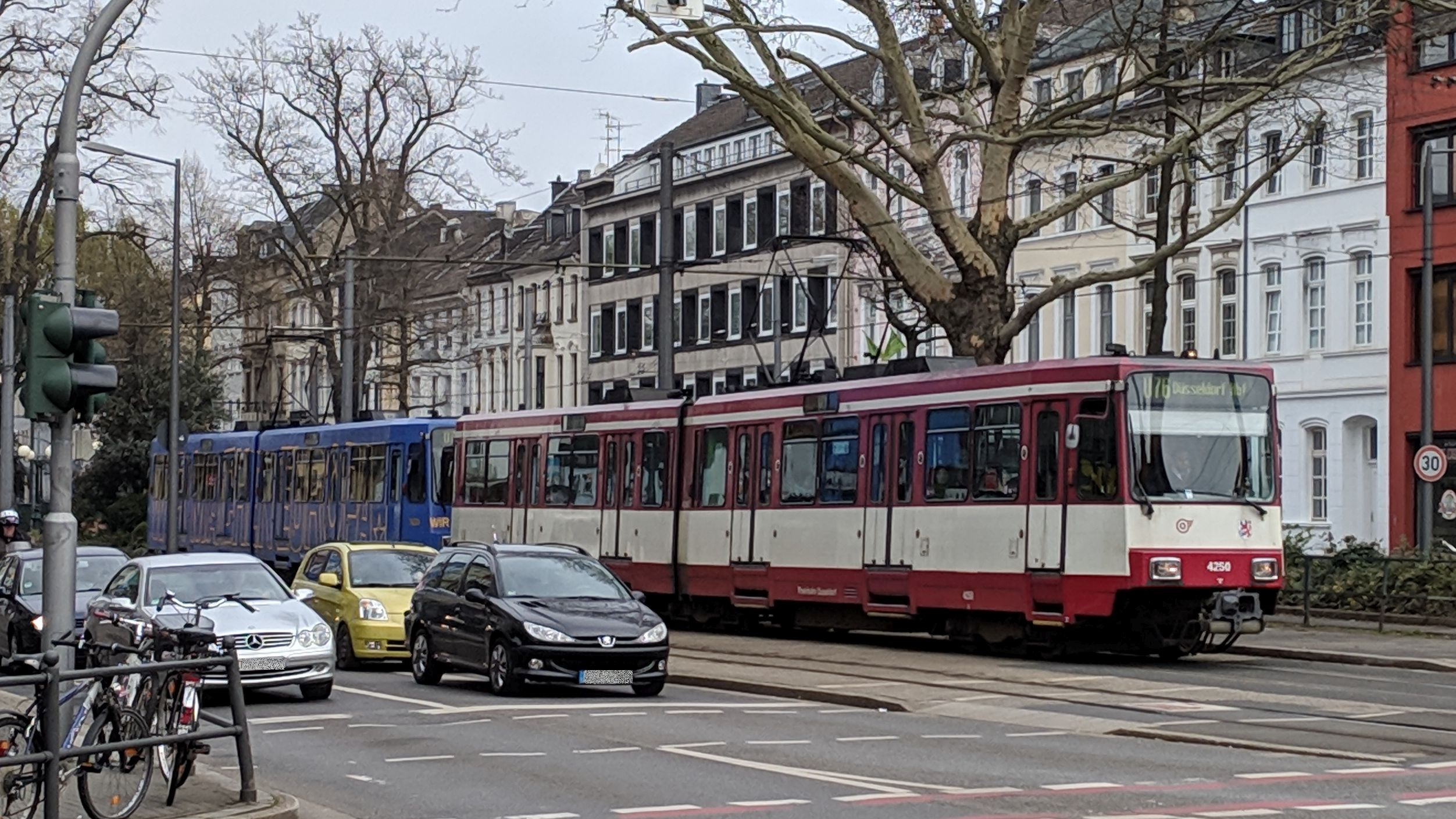
Linie U76 der Stadtbahn Düsseldorf am Ostwall

### Alte Haltestelle
Die alte Haltestelle hatte zwei Inselbahnsteige und zwei Seitenbahnsteige. Innerhalb der Mittelbahnsteige befand sich das normalspurige Schienenpaar der Düsseldorfer Stadtbahnen, welches sich im Bereich der Haltestelle zu einem Kehrgleis vereinte, um an einem kleinen Prellbock zu enden. Außerhalb der Mittelbahnsteige waren die Gleise der meterspurigen Straßenbahn angeordnet, die jeweils von außen von einem Seitenbahnsteig flankiert waren, auf welchen neben Fahrscheinautomaten und ähnlichen Einrichtungen auch Wartehäuschen untergebracht waren. Am südlichen Ende der Station wurden die mittig liegenden Gleise der Stadtbahn an die Seite des Grünstreifens verschwenkt, während die Straßenbahn am nördlichen Ende in die Mitte des Grünstreifens verschwenkt wurde.

### Neugestaltung
Da die Haltestelle der Straßenbahnen und Stadtbahnen nicht mehr modernen Anforderungen entsprach, wurde eine Neugestaltung geplant. Der Einstieg in die niederflurigen Krefelder Straßenbahnen sollte barrierefrei sein. Außerdem sollte der Witterungsschutz für die Fahrgäste verbessert werden. Aus betrieblicher Sicht war eine Erneuerung der Stromversorgung und der Kehranlage der Düsseldorfer Stadtbahnen erforderlich. Neben der Haltestelle wurde auch das Umfeld in die Neugestaltung einbezogen. Problematisch ist, dass die meisten Vorteile der neuen Haltestelle nicht für die Hochflurwagen der Düsseldorfer Stadtbahn gelten werden.
Das Konzept der neuen Haltestellenanlage ist ein Inselbahnsteig, der zwischen den beiden Richtungsgleisen liegt und sowohl von Straßenbahn als auch von Stadtbahnen angefahren wird und somit beidseitig eine Bahnsteigkante hat. Für den Witterungsschutz wird ein Glasdach in einer gewellten Konstruktion montiert, welches den Bereich des Bahnsteigs auf der gesamten Länge überspannt. Die Kehranlage der Stadtbahnen wird durch den Umbau ebenfalls erneuert und zweigleisig zwischen den Gleisen der weiter führenden Straßenbahnlinien errichtet. Dabei wird zwischen den Gleisen ein Grünstreifen für die Bepflanzung mit Bäumen gelassen, um die Baumreihen entlang des Ostwalls durchzubinden. Die Kosten wurden in einer Berechnung aus 2011 mit ca. 20,5 Millionen Euro angegeben, wovon 9,21 Millionen Euro als Zuschuss vom VRR übernommen werden.
Mit der Neugestaltung wurde teilweise bereits 2012 mit dem Rückbau von Unterführungen begonnen. Der Bau der eigentlichen Haltestelle wurde in vier Phasen aufgeteilt: Die erste Phase war die Fertigstellung des Rückbaus aller Unterführungen und konnte innerhalb des ersten Quartals 2014 erfolgen. In der zweiten und dritten Phase wurde der größte Teil der Arbeiten bis ins erste Quartal 2015 ausgeführt, so dass bis zum 2. April 2015 die Restarbeiten und der Anschluss an die Gleise zum Hauptbahnhof erfolgen konnte. Nachdem bereits am 10. April die erste Probefahrt durchgeführt werden konnte, wurde die neue Strecke zunächst provisorisch für den Straßenbahnverkehr eröffnet. Da die Kehrgleise der Stadtbahnen jedoch noch nicht fertiggestellt waren, konnten die Linien den Ostwall noch nicht befahren.
Auch die Vollendung der neuen Haltestelle durch die Glasüberdachung wurde in vier Phasen aufgeteilt. Begonnen wurde am 29. Juni 2015 mit Ausmessungen und der Fertigung von Fundamenten. Es folgt der Aufbau der Trägerkonstruktion. Zunächst werden die Glasscheiben eingesetzt, bevor in der letzten Phase die Oberleitung von ihren provisorischen Masten entfernt und an der Glasüberdachung befestigt wird. Am 21. November 2015 sollte die Strecke offiziell in Betrieb genommen werden. Der Aufbau der Konstruktion verzögerte sich jedoch, wodurch die Straßenbahnlinien die Haltestelle erst am 23. Dezember wieder anfahren konnten. Die Düsseldorfer Stadtbahnlinien dagegen wurden erst am 7. Januar 2016 zur Endstation verlängert.

## Sehenswertes

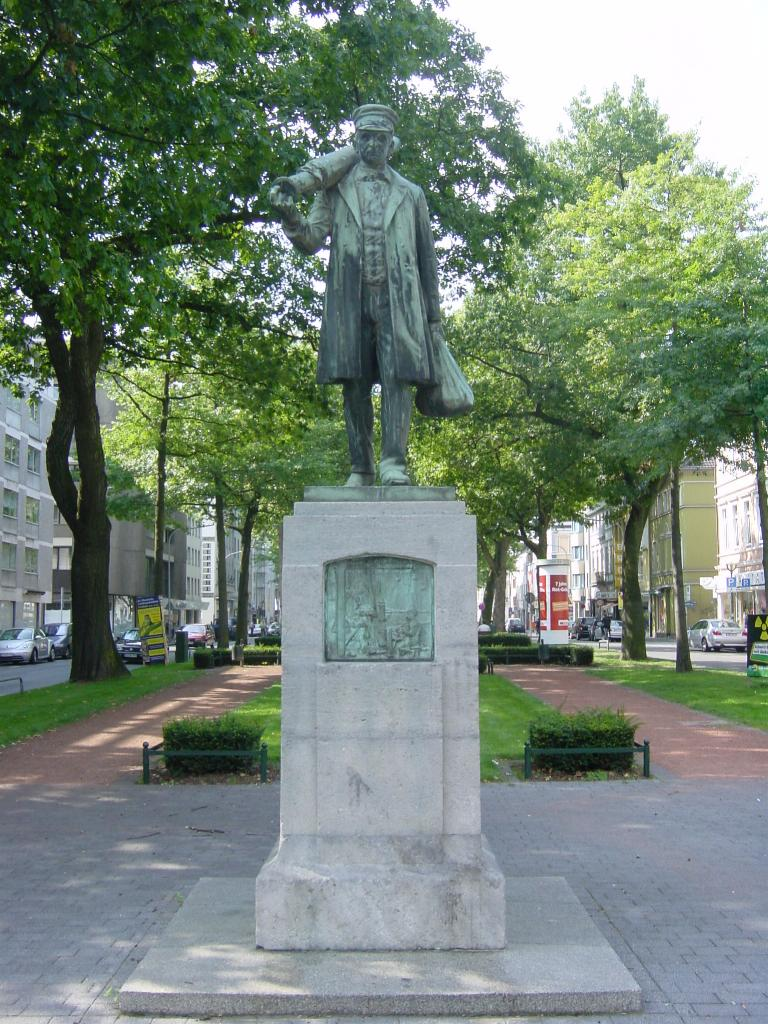
Seidenweberdenkmal „Meister Ponzelar“ auf dem Südwall/Ecke Ostwall

- Seidenweberdenkmal „Meister Ponzelar“ auf dem Südwall an der Ecke Ostwall. Es ist das Urbild des fleißigen, sparsamen Krefelder Hauswebers mit geschulterten Lieferbaum, der „Jraaduutkapp“ und dem „Bobingesack an de Hank“. Mit ihm gedenken die Krefelder ihres weltweiten Erfolgs als Samt- und Seidenstadt. Es wurde im Juli 1911 vom Verschönerungsverein zunächst an der Einmündung Lindenstraße, Ecke Hochstraße errichtet, bevor es im Zweiten Weltkrieg der Metallspende zum Opfer fiel. Der Nachguss fand 1947 seinen heutigen Platz am Ostwall/Ecke Südwall. Das Denkmal führte der münsteraner Bildhauer August Schmiemann mit einem seiner Schüler, dem 1880 in Krefeld geborenen Johannes Stiegemann, aus. (Siehe auch: Leineweberdenkmal Bielefeld)
- Alte Stadthäuser: Aus der Entstehungszeit des Ostwalls im 19. Jahrhundert sind einige klassizistische Patrizierhäuser erhalten, die vor allem in der Nähe des Bahnhofs zu finden sind.
- Hansahaus: Das Hansahaus direkt am Hauptbahnhof wurde 1915 durch die Hansahaus GmbH als Seidenbörse errichtet, dann aber 1980 als Hotel umgebaut. Seit 2006 befindet sich dort ein Altenwohnheim und der Sitz des Caritasverbandes für die Region Krefeld. Das symmetrisch aufgebaute ehemalige Handelshaus fällt besonders wegen seiner edlen Natursteinfassade auf.
- Bäume: Die Krefelder sind stolz auf ihren Bestand an mehr als 150 Jahre alten Bäumen auf dem Ostwall, die wohl bei der Bepflanzung der Wälle zwischen 1838 und 1840 von Maximilian Friedrich Weyhe angelegt wurden. Ein Plan von 1969, die Straßenbahn vom Hauptbahnhof bis zur Stadtmitte weiterzuführen, wurde nicht umgesetzt, da alte Bäume hätten gefällt werden müssen.[20] 1971 wurden 57 Bäume gefällt und empörte Bürger rammten Gedächtnispfähle in die nun frei gewordenen Stellen. Anfang 1990 wurden Veranstaltungen auf dem Ostwall verboten, weil die Menschenmassen und der Verkehr die Bäume gefährdeten. Im April 1992 erwog die Stadtverwaltung sogar die Abholzung aller kranken Bäume, um danach eine neue Allee anzulegen. Dieser Plan wurde jedoch nicht umgesetzt.
- "UdU" (Unter der Uhr): Ein beliebter sozialer Treff besonders für Jugendliche ist die Uhr an der Ecke Ostwall/Rheinstraße. Schon im 19. Jahrhundert trafen sich unter ihr Schüler und seit den 1920er Jahren feiern sie dort zwei Mal im Jahr den Ferienbeginn nach der Zeugnisvergabe. Im März 1985 wurde eine neue Uhr im nostalgischen Stil errichtet. Kritik an der Stadtverwaltung gab es 1983, da sie die runden Sitzbänke entfernte, um Punker von dort fernzuhalten.
- Seidengalerie: Im Februar 1985 wurde als Einkaufszentrum zwischen dem Ostwall und der Petersstraße die Seidengalerie mit ihrer hohen Glaskuppel und zahlreichen Boutiquen auf zwei Stockwerken errichtet. Sie umfasst auch Arztpraxen und Wohnungen. Neben anderen Passagen und Kaufhäusern am Ostwall erregte ihr Bau großes Aufsehen aufgrund ihrer Einzigartigkeit und weil sie Krefelds Ruf als „Seidenstadt“ symbolisiert. Ihre Vorbilder stehen in Paris (Galeries Lafayette) und Stuttgart (Schwabengalerie).

## Veranstaltungen
- Krefelder Frühling: Jährlich veranstaltet die Stadt Krefeld einen verkaufsoffenen Sonntag am Ostwall mit Aktivitäten für Kinder und Darbietungen aus Musik, Sport und Kunst. Neben den Einwohnern der Stadt nehmen auch immer mehr Gäste von außerhalb daran teil.
- Krefelder Samstage: Die Anlieger des Ostwalls veranstalten seit den 1970er Jahren übers Jahr verteilt in unregelmäßigen Abständen den "Krefelder Samstag" mit themenbezogenen Ausstellungen, Beratungen, Musikshows und verschiedenen Aktionen.

## Weblinks

Logo „Ostwall“